# Klešice (železniční zastávka)
Klešice jsou železniční zastávka na severním okraji stejnojmenné obce. Leží na km 3,193 železniční trati Heřmanův Městec - Chrudim město.

## Provoz
Zastávka byla otevřena společně se zprovozněním dráhy roku 1899. Jednalo se o zastávku na znamení, a to až do změny jízdního řádu 12. prosince 2010, kdy byl pravidelný provoz na trati zastaven.

## Popis
Zastávka je vybavena jedním sypaným nástupištěm s obrubníkovou hranou, situovaným po levé straně ve směru jízdy od Heřmanova Městce. Opatřena je také zděným přístřeškem. Nedaleko se nachází železniční přejezd P4990. V současné době (12/2023) je zastávka zpustlá.